# Rhynchina crassiquamata
Rhynchina crassiquamata là một loài bướm đêm trong họ Erebidae.